# ذا إكسترمنيتر
ذا إكسترمنيتر، هي فيلم أمريكي من نوع أكشن، عرضت الفيلم في دار العروض السينمائية عام 1980، وهي من إخراج جيمس جليكنهاوس، ومن بطولة روبرت جينتي وكريستوفر جورج وسامانثا إيقر.